# Бутешти (Могош)
Бутешти (рум. Butești) насеље је у Румунији у округу Алба у општини Могош. Општина се налази на надморској висини од 906 m.

## Становништво
Према подацима из 2002. године у насељу је живело 35 становника, од којих су сви румунске националности.